# Irina Ceașcina
Irina Ceașcina (n. 24 aprilie 1982, Omsk, RSFS Rusă, URSS) este o sportivă ce a reprezentat Rusia, medaliată olimpică. A participat la o ediție a Jocurilor Olimpice (2004) în care a câștigat o medalie de argint.

## Participări
Lista de mai jos prezintă principalele competiții la care a participat Irina Ceașcina de-a lungul carierei.
- gymnastics at the 2004 Summer Olympics – women's rhythmic individual all-around[*]